# الانسحاب العظيم
 الانسحاب العظيم  (24 أغسطس 1914 - 28 سبتمبر 1914)، والمعروف أيضًا باسم  الانسحاب من مونس ، هو عملية انسحاب قوات الحلفاء (قوة المشاة البريطانية والجيش الفرنسي الخامس) في الجبهة الغربية في بداية الحرب العالمية الأولى، من مونس في بلجيكا إلى نهر المارن في فرنسا، من أمام جيوش الإمبراطورية الألمانية بعد معركة شارلروي (21 أغسطس) معركة مونس الغير محسومة من قبل أي من الطرفين في 23 أغسطس 1914. قام الجيش بهجوم مضاد، مع بعض المساعدة من قوة المشاة البريطانية في معركة غايز (Guise) (معركة سانت كوينتين 29-30 أغسطس)، لكنهم فشلوا في إنهاء التقدم الألماني واستمر التراجع الفرنسي البريطاني إلى أبعد من مارن. من 5 إلى 12 سبتمبر، انهت المعركة الأولى من مارن انسحاب الحلفاء وأجبرت الجيوش الألمانية على التراجع نحو نهر أيسن والمحاربة في المعركة الأولى من ايسن (13-28 سبتمبر). وقد جرت محاولات متبادلة لتطويق الجيوش المعارضة في الشمال، والمعروفة باسم السباق نحو البحر (17 أيلول / سبتمبر - 17 تشرين الأول / أكتوبر).

## لمحة عامة

### معركة الحدود
معركة الحدود هو اسم عام لجميع عمليات الجيوش الفرنسية حتى معركة مارن. بدأت سلسلة من المعارك بين الجيوش الألمانية والفرنسية والبلجيكية على الحدود الألمانية الفرنسية وجنوب بلجيكا في 4 أغسطس 1914. كانت معركة ميلوز (معركة الألزاس 7-10 أغسطس) أول هجوم فرنسي في الحرب العالمية الأولى ضد ألمانيا. استولى الفرنسيون على ميلوز حتى تم ردعهم بواسطة هجوم مضاد ألماني في 11 آب / أغسطس حيث تراجعوا باتجاه بلفور. الهجوم الفرنسي الرئيسي، معركة لورين (14-25 أغسطس) بدأ مع معارك مورهانج وساريبورغ (14-20 أغسطس) حيث تقدم الجيش الأول نحو ساريبورغ والجيش الثاني نحو مورهانج. تمت السيطرة على شاتو سالينز بالقرب من مورهانج في 17 أغسطس وساريبورغ في اليوم التالي. ردت الجيوش الألمانية السادسة والسابعة بهجوم مضاد في 20 آب / أغسطس، وأجبر الجيش الثاني على التراجع من مورهانج وتم صد الجيش الأول في ساريبورغ. عبرت الجيوش الألمانية الحدود وتقدمت نحو نانسي ولكن تم إيقافها في الشرق من المدينة. إلى الجنوب استعاد الفرنسيون ميلوز في 19 أغسطس ثم انسحبوا. في 24 آب / أغسطس في معركة مورتان (14-25 آب / أغسطس)، وهو هجوم ألماني محدود في جبال الفوج، حظي الألمان بتقدم صغير، قبل أن يستعيده الفرنسيين بهجوم مضاد. وبحلول 20 آب / أغسطس، بدأ هجوم ألماني مضاد في لورين، وتقدمت الجيوش الألمانية الرابعة والخامسة عبر أردين في 19 آب / أغسطس نحو نيوفشاتو. وبدأ الهجوم الذي شنته الجيوش الفرنسية الثالثة والرابعة عن طريق آردين في 20 آب / أغسطس، دعما للغزو الفرنسي للورين.تقابل الجمعان وسط ضبابٍ كثيف، وأخطأ الفرنسيُّون حينما اعتقدوا أنَّ الجُنود الألمان هم فرقة المُناوشة والتقصي المُتقدمة عليهم. وفي 22 آب / أغسطس، بدأت معركة آردن (21-28 آب / أغسطس) بالهجمات الفرنسيه التي كانت مكلفة لكلا الجانبين وأجبرت الفرنسيين على التراجع غير المنضبط في 23 آب / أغسطس. انسحب الجيش الثالث نحو فردان، وتبعه الجيش الرابع والخامس إلى سيدان وستيناي. تم استعادة مولوز مرة أخرى من قبل القوات الألمانية في معركة ميوز 26-28 أغسطس)، مما تسبب في توقف مؤقت للتقدم الألماني.

## مقدمة

### معركة شارلروا
بحلول 20 آب / أغسطس، بدأ الجيش الخامس بالتجمع على جبهة طولها 40 كيلومترا (25 ميل) على طول سامبري، تمركز في شارلروا وامتد شرقا إلى قلعة نامور البلجيكية. على الجانب الأيسر، ربط فيلق سلاح الفرسان الجيش الخامس بقوات المشاة البريطانية (بيف) في مونس. اعطى الجنرال جوزيف جوفري أمر الهجوم للاريزاك عبر سامبري ولكن هذا الهجوم تم صده من قبل الجيش الألماني الثاني في صباح يوم 21 أغسطس، حيث عبروا سامبري.